# Zu, les guerriers de la montagne magique
Pour les articles homonymes, voir La Montagne magique (homonymie).
Pour plus de détails, voir Fiche technique et Distribution.
Zu, les guerriers de la montagne magique (chinois traditionnel : 新蜀山劍俠, Suk san: Sun Suk san geen hap) est un film hongkongais réalisé par Tsui Hark, sorti en 1983.

## Synopsis
Dans les montagnes sacrées de Zu, un monstre aux pouvoirs immenses tente de renaître. De courageux chevaliers, avec l'appui d'un jeune éclaireur, ont 49 jours pour sauver le monde.

## Fiche technique
- Titre : Zu, les guerriers de la montagne magique
- Titre original : Suk san: Sun Suk san geen hap (新蜀山劍俠)
- Titre anglais : Zu: Warriors from the Magic Mountain
- Réalisation : Tsui Hark
- Scénario : Shui Chung-Yuet
- Production : Raymond Chow et Leonard Ho
- Société de production : Golden Harvest
- Musique : Kwan Sing-Yau
- Photographie : Bill Wong et Raymond Lam
- Montage : Peter Cheung
- Décors : William Chang
- Costumes : Chu Sing-Hei
- Pays d'origine :  Hong Kong
- Langue : cantonais
- Format : Couleurs - 2,35:1 - Mono - 35 mm
- Genre : Film d'aventure, Film d'action, Film de fantasy, Wu Xia Pian
- Durée : 95 minutes
- Date de sortie : 5 février 1983 (Hong Kong)

## Distribution
- Yuen Biao (VF : Thierry Ragueneau) : Ti Ming-chi
- Mang Hoi : Yi Chen
- Adam Cheng (VF : Pierre-François Pistorio) : Ting Yin
- Brigitte Lin : la dame de glace
- Moon Lee : la garde de la dame des glaces
- Damian Lau : l'abbé Hsiao Yu
- Sammo Hung (VF : Raoul Delfosse) : Long Sourcils/le Gros
- Judy Ongg (VF : Déborah Perret) : Li I-chi
- Norman Chu : l'épée du Ciel
- Fung Hark-on : le disciple du mal
- Shen Kwan-li : Chi Wu-shuang

## À noter
- Le cinéaste réalisa une nouvelle version du film en 2001, La Légende de Zu.
- À noter, l'apparition de Tsui Hark en soldat combattant le Gros vers la fin du métrage.
- Le film a inspiré John Carpenter qui réalisa Les Aventures de Jack Burton dans les griffes du Mandarin en 1986[1].

## Récompenses et distinctions
- Nomination au prix du meilleur film, meilleur montage, meilleure direction artistique (William Chang), meilleure actrice (Brigitte Lin) et meilleures chorégraphies (Corey Yuen), lors des Hong Kong Film Awards 1984.